# СПП-1 (пістолет)
Спеціальний підводний пістолет СПП-1 — радянський двосередовищний чотириствольний неавтоматичний пістолет. Індивідуальна зброя легководолазів — розвідників-водолазів СпП і підводних плавців ППДСЗ.

## Історія створення пістолетного комплексу підводної зброї
Довгий час вважалося, що створення вогнепальної підводної зброї неможливе: однією з важливих фізичних характеристик води є її густина, яка у 800 разів більша ніж у повітря. Внаслідок цього звичайна куля випущена з вогнепапльної зброї під водою втрачає енергію значно швидше. Тому розробки підводної стрілецької зброї, що велися у різних країнах, в основному ґрунтувалися на реактивному принципі метання снаряда.
В СРСР роботи зі створення комплексу підводного зброї були розпочаті наприкінці 1960-х років. Група конструкторів НДІ-61 (зараз один з відділів ФДУП «Центральний науково-дослідний інститут точного машинобудування») на чолі з Петром Сазоновим і Олегом Кравченко, які до цього займалися розробкою патронів з підкаліберною кулею, запропонували використати для стабілізації кулі у воді принцип кавітації: при русі у воді кулі голкоподібної форми біля її головної частини водне середовище ущільнюється, а за головною частиною утворюється простір, не заповнений водою — каверна невеликого діаметра. При цьому опір води діє на кулю тільки перед головною її частиною, інша частина при русі знаходиться в межах діаметра каверни. Теорія стала основою для створення принципово нового, який і досі не має аналогів, пістолетного і автоматного комплексів для підводної стрільби.
На початку 1970-х років 4,5-мм чотириствольний пістолет СПП-1 під спеціальний патрон був спроектований конструктором ЦНДІ «Точмаш» Володимиром Симоновим разом з його дружиною Оленою Симоновою. Пізніше вони розробили модернізований варіант підводного пістолета СПП-1М, який відрізнявся від прототипу вдосконаленим спусковим механізмом, меншим зусиллям натискання на спусковий гачок і розширеним отвором спускової скоби.
Розробники пістолетного комплексу підводного зброї (пістолет підводний СПП-1 і 4,5-мм патрон СПС) у 1983 році були удостоєні Державної премії СРСР.

## Конструкція, склад комплексу
Пістолет СПП-1 конструктивно виконаний як несамозарядний пістолет для одиночної стрільби.
Пістолет має характерну форму, яка визначається відкидним ствольним блоком з чотирьох стволів. Ствольний блок, який у бойовому положенні фіксується спеціальною засувкою, заряджається спорядженими обоймами з чотирма жорстко-закріпленими патронами. Спеціальна конструкція обойми прискорює процес заряджання пістолета — усі патрони одночасно вкладаються в стволи.

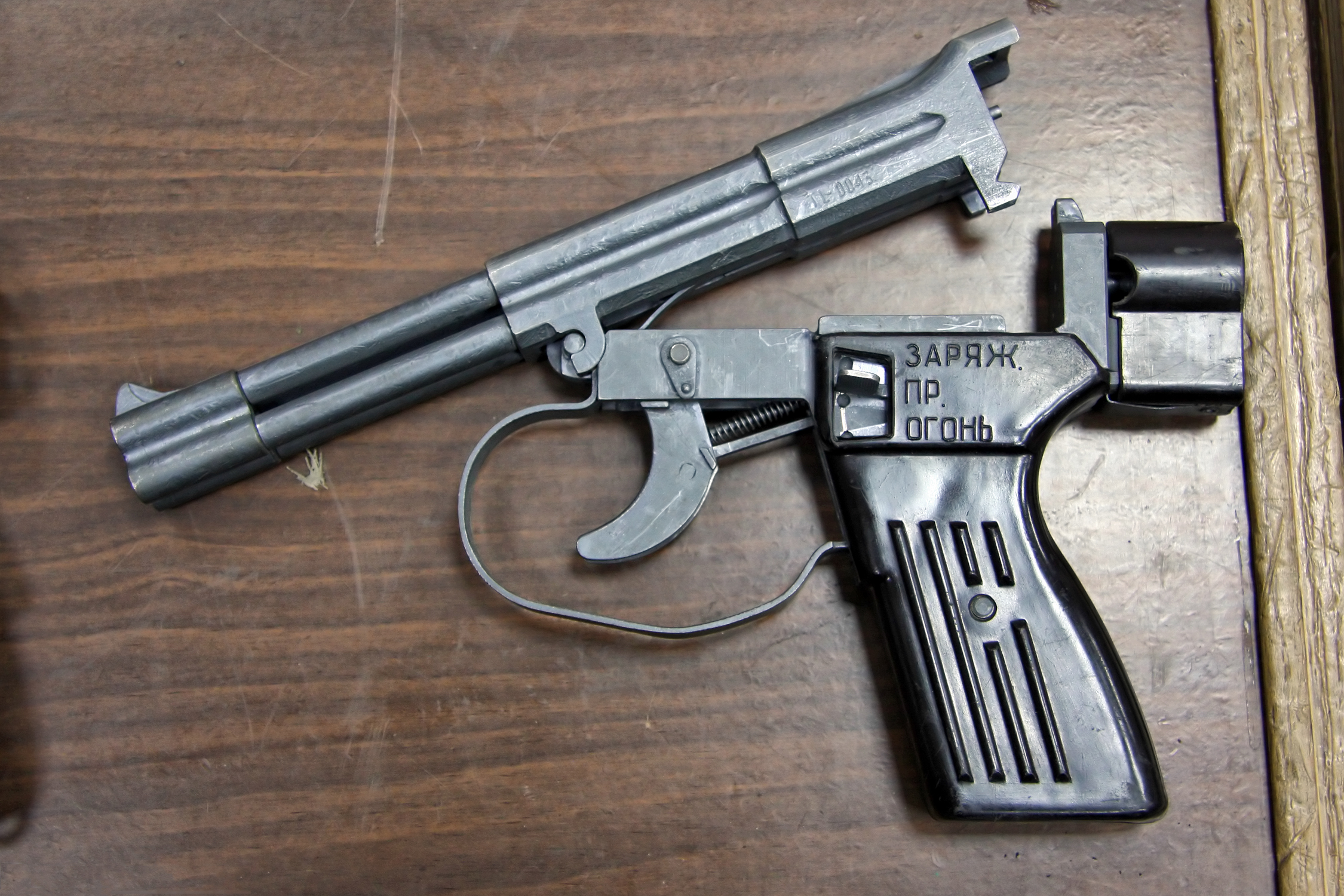
СПП-1М з відкинутим ствольним блоком

Самозвідний ударно-спусковий механізм подвійної дії розташований позаду блоку стволів забезпечує послідовні постріли з кожного ствола. Спусковий механізм працює від одного спускового гачка. При кожному пострілі ударник обертається на 90° і розбиває капсуль чергового патрона. Прапорцевий запобіжник розташований на рамці ліворуч позаду спускової скоби і має три позиції: «вогонь», «запобіжник», «перезарядка». У верхній позиції він відмикає блок стволів для перезарядки.
Рукоятка пістолета пластикова, пустотіла. Для прицілювання пістолет має постійний приціл і мушку.
СПП-1М відрізняється від СПП-1 наявністю в спусковому механізмі пружини спускового гачка, розміщеної над шепталом, що забезпечує менше зусилля спуску; а також розширеною спусковою скобою, що дозволяє використовувати трипалі гумову рукавицю спорядження водолаза.
Пістолетний комплекс включає 4,5-мм чотириствольний неавтоматичного пістолета СПП-1 (СПП-1М), патрони СПС до нього, а також кобуру зі штучної шкіри, три герметичних пенали для обойм, десять обойм, пристосування для спорядження обойм патронами, поясний ремінь, шомпол і маслянку.
Пістолет здатний уразити противника в утепленому поролоном костюмі додатково укріпленому 5-мм пластинами з фібергласу. При потребі також може застосовуватися для захисту плавця від небезпечних морських хижаків.

## На озброєнні
СПП-1 (СПП-1М) — індивідуальна зброя самозахисту розвідників-водолазів частин спеціального призначення і підводних плавців протидиверсійних загонів флоту. Пістолет стоїть на озброєнні підрозділів СпП ВМФ Російської Федерації, ВМС України і Азербайджану.